# Słaboszów
Słaboszów is een dorp in het Poolse woiwodschap Klein-Polen, in het district Miechowski. De plaats maakt deel uit van de gemeente Słaboszów en telt 340 inwoners.